# Ghislain de Diesbach
Pour les autres membres de la famille, voir Famille de Diesbach.
Pour les articles homonymes, voir Diesbach de Belleroche.
Ghislain de Diesbach de Belleroche, né le 6 août 1931 au Havre et mort le 14 décembre 2023 à Viry-Châtillon, est un essayiste français. Il est notamment l'auteur de plusieurs biographies. De conviction royaliste, il est jusqu'en 2011 vice-président de l'Association des amis de l'hebdomadaire Rivarol.

## Biographie
Fils de Jean de Diesbach de Belleroche et de Marie-Alice Dupâquier-Serre, il est issu de la branche française de la famille de Diesbach, famille noble originaire de Suisse. 
Il a obtenu une licence en droit de la faculté d’Aix-en-Provence. Il a été successivement inspecteur stagiaire (1956), chef de contentieux transports (1962), puis chargé de la branche Aviation (1970) de l’Union des Assurances de Paris, et enfin responsable du secteur Règlements du Bureau de Paris des Particuliers, à l'UAP, jusqu'à sa retraite en 1995.
En 1999, il signe pour s'opposer à la guerre en Serbie, la pétition « Les Européens veulent la paix », lancée par le collectif Non à la guerre.
De conviction royaliste, il est vice-président de l'Association des amis de l'hebdomadaire Rivarol jusqu'en 2011, date à laquelle il démissionne, en raison de ses désaccords avec Jérôme Bourbon.
Ghislain de Diesbach meurt à l'âge de 92 ans, le 14 décembre 2023 à Viry-Châtillon,.

## Œuvres
- Iphigénie en Thuringe : nouvelles, Julliard, Paris, 1960, 217 pp, rééd. Via Romana, 2016.
- Un joli train de vie, Julliard, Paris, 1962.
- Favre de Thierrens, essai biographique, Émile-Paul, Paris, 1964, préface d'André Bonnefous, 1 vol. in-12, 219 p. et 26 illustrations hors-texte.
- Les Secrets du Gotha, Julliard, Paris, 1964, 431 pages, nouvelle édition augmentée, Perrin, Paris, 2012.
- George III, Berger-Levrault, Paris, 1966, 279 pages.
- Le Grand Mourzouk, Julliard, Paris, 1969, 221 pages, réédition Via Romana, 2015.
- Le Tour de Jules Verne en quatre-vingts livres, Julliard, Paris, 1969, 319 p., rééd. sous le titre Le Tour de Jules Verne en 80 livres, Perrin, Paris, 2002, 319 p.  (ISBN 2-262-01677-1), puis sous le titre Jules Verne politiquement incorrect ?, Via Romana, 2019, Versailles, 320 p.
- Le Gentilhomme de notre temps : manuel des bonnes manières, nouveau traité de savoir-vivre, Hachette Littérature, Paris, 1972, 18 p. + 165 p.
- Service de France, Émile-Paul, Paris, 1972, 351 p.
- Histoire de l'émigration : 1789-1814, Bernard Grasset, Paris, 1975, 579 p.  (ISBN 2-246-00179-X)
- Necker ou la Faillite de la vertu, Perrin, Paris, 1978, 475 p. + 16 p.  (ISBN 2-262-00118-9)
- Ghislain de Diesbach et Robert Grouvel, Échec à Bonaparte : Louis-Edmond de Phélippeaux, 1767-1799, Perrin, Paris, 1979, 319 p. Prix Eugène-Piccard de l'Académie française
- Ferdinand Bac : 1859-1952, Ghislain de Diesbach, Paris, 1979, 39 p. + 5 p.
- Aix-Marseille 1949-1955 (souvenirs) Paris, 1981, 175 p.
- Madame de Staël, Perrin, Paris, 1983, 585 p. + 16 p.  (ISBN 2-262-00284-3)
- La Princesse Bibesco : 1886-1973, Perrin, coll. « Terres des femmes », Paris, 1986, 591 p. + 16 p.  (ISBN 2-262-00394-7)
- La Double Vie de la duchesse Colonna : 1836-1879 : la Chimère Bleue, Perrin, coll. « Terres des femmes », Paris, 1988, 371 p. + 16 p.  (ISBN 2-262-00516-8). Réédition par les éditions de Penthes, Pregny-Genève, 2015
- Proust, Perrin, Paris, 1991, 775 p. + 16 p.  (ISBN 2-262-00768-3)
- Philippe Jullian : un esthète aux enfers, Plon, Paris, 1993, 435 p. + 8 p.  (ISBN 2-259-02610-9)
- Chateaubriand, Perrin, Paris, 1995, 595 p. + 16 p.  (ISBN 2-262-00101-4)
- Au bon patriote : nouvelles, Plon, Paris, 1996, 219 p.  (ISBN 2-259-18470-7)
- Ferdinand de Lesseps, Perrin, Paris, 1998, 453 p. + 16 p.  (ISBN 2-262-01234-2)
- La Comtesse de Ségur, née Rostopchine, Perrin, Paris, 1999, 360 p.  (ISBN 2-262-01518-X)
- Un lieu tout plein de gaîté, Poly Print Éditions, Paris, 2001, 216 p.  (ISBN 2-908334-16-X)
- Louis de Diesbach 1893-1982, essai biographique, Paris, Hugues de Diesbach et Poly Print Éditions, 2001, 140 pages.
- Un prince 1900 : Ferdinand Bac, Perrin, Paris, 2002, 381 p. + 8 p.  (ISBN 2-262-01517-1)
- L'Abbé Mugnier : le confesseur du Tout-Paris, Perrin, Paris, 2003, 340 p. + 8 p.  (ISBN 2-262-01970-3)
- Une éducation manquée : souvenirs, 1931-1949, Perrin, Paris, 2005, 339 p.  (ISBN 2-262-01027-7)
- Petit Dictionnaire des idées mal reçues, Via Romana, Versailles, 2007, 180 p.  (ISBN 978-2-916727-16-5)
- Une éducation manquée : souvenirs 1931-1948, Via Romana, Versailles, 2009, 328 p., (édition augmentée)  (ISBN 978-2-916727-46-2)
- Gare Saint-Charles : souvenirs 1949-1957, Via Romana, Versailles, 2009, 228 p.  (ISBN 978-2-916727-45-5)
- Richard Burton, P.U.F., Paris, 2009, 124 p.  (ISBN 978-2-35764-010-8)
- Le Goût d'autrui : portraits anecdotiques, Via Romana, Versailles, 2010, 377 p.  (ISBN 978-2-916727-86-8)
- Un début à Paris : souvenirs 1957-1966, Via Romana, Versailles, 2013, 290 p.  (ISBN 979-10-90029-48-4)
- Nouveau savoir-vivre : éloge de la bonne éducation, Perrin, Paris, 2014, 250 p.  (ISBN 2-262-04100-8)
- La Vie des autres : souvenirs d'un biographe, préface de Simone de Reyff, postface de Raymond Delley, Fribourg, Bibliothèque cantonale et universitaire de Fribourg (BCU), 2018, 309 p.
- Vieille Angleterre de ma jeunesse, Paris, Lacurne, 2020, 140 pp.

### En collaboration
- La Contre-Révolution. Origines, Histoire, Postérité, sous la direction de Jean Tulard, Perrin, 1990

## Récompenses
- Prix Cazes brasserie Lipp 1962 pour Un joli train de vie
- Prix Feydeau-de-Brou 1976 pour Histoire de l'Émigration
- Prix Goncourt de la biographie 1983 pour Madame de Staël
- Prix de la biographie de l'Académie française 1992 pour Proust
- Prix du PEN club français 1995
- Prix Second-Empire 1998 pour Ferdinand de Lesseps
- Prix des Ambassadeurs 1999 pour Ferdinand de Lesseps
- Prix Charles-Garnier 1999 pour Ferdinand de Lesseps
- Prix des intellectuels indépendants 2000 pour La Comtesse de Ségur
- Prix Renaissance des lettres 2009 pour le Petit dictionnaire des idées mal reçues